# Croix-des-Bouquets
Croix-des-Bouquets (em crioulo, Kwadèbouke), é uma comuna do Haiti, situada no departamento do Oeste e no arrondissement de Croix-des-Bouquets. De acordo com o censo de 2003, sua população total é de 229.127 habitantes.